# (127) Joana
Johanna és l'asteroide núm. 127 de la sèrie. Fou descobert el 5 de novembre del 1872 a París per en P. M. Henry (1849 - 1903). És un asteroide gran del cinturó principal amb una superfície molt fosca i probablement compost de carboni. Es considera que el seu nom es deu a Joana d'Arc (1412-1431).